# Ruine Brandenfels
Die Ruine Brandenfels ist die Ruine einer Höhenburg nahe der Ortschaft Markershausen, einem Gemeindeteil von Herleshausen im Werra-Meißner-Kreis in Nordhessen.

## Geographische Lage
Die Burgruine steht im Ringgau auf dem 452,3 m ü. NN hohen Südostgipfel des Schloßbergs (Zentralgipfel 451,8 m ü. NN). Der Berg bildet mit anderen Bergen den Südrand der Hochfläche des Südlichen Ringgau, die von den Südlichen Ringgau-Vorbergen flankiert werden, welche wiederum in einer weiteren Schichtstufe zum Tal der Werra abflachen. Südwestlich fließt die Nesse und östlich deren Zufluss Schindgraben. Jenseits und damit südlich des Tals der nahen Werra befindet sich die weithin sichtbare Ruine Brandenburg in Thüringen.

## Geschichte
Die Burg wurde in der Mitte des 13. Jahrhunderts erbaut und lange Zeit waren mehrere Geschlechter Ganerben. Ab 1500 teilten sich nur noch die Treusch von Buttlar und die von Kolmatsch die Ganerbschaft der Burg, aber sie lagen schon mindestens seit 1399 (Brandenfelser Burgfriede) im Streit miteinander. Dieser Streit wurde endgültig erst im Jahre 1550 beigelegt, als Georg von Kolmatsch seinen Anteil an der Burg mit dem Vorwerk Markershausen den Treusch von Buttlar überließ und im Tausch dafür deren Güter in Wommen erhielt. Danach waren die Treusch von Buttlar Alleineigentümer der Burg und der umliegenden Dörfer.

## Anlage
Die Burganlage hat die Form eines unregelmäßigen Vierecks. Nach Westen war die Burg durch einen etwa 10 m tiefen Halsgraben und nach Norden durch einen flacheren Graben geschützt. Die östliche und südliche Seite der Burg waren durch den steil abfallenden Berg geschützt. Das Betreten des Burggeländes ist wegen Einsturzgefahr verboten.

## Verkehrsanbindung
Erreichbar ist die Burgruine von der Landesstraße 3243 kommend. Von deren Abzweig von der L 3247 Netra–Altefeld fährt man auf der L 3243 in Richtung Holzhausen und biegt in einer 180°-Rechtskurve in einen unbefestigten Waldweg (mit Schranke) ein. Von dort geht man über die nächste Waldwegkreuzung geradeaus und biegt 200 m später nach rechts in einen kleineren ansteigenden Waldweg ein, markiert als Werra-Burgen-Steig Hessen (X5H) (Teil des Europäischen Fernwanderweges E6) und Wartburgpfad (X9). Diesem Weg folgt man etwa 1.000 m bis zur Ruine.

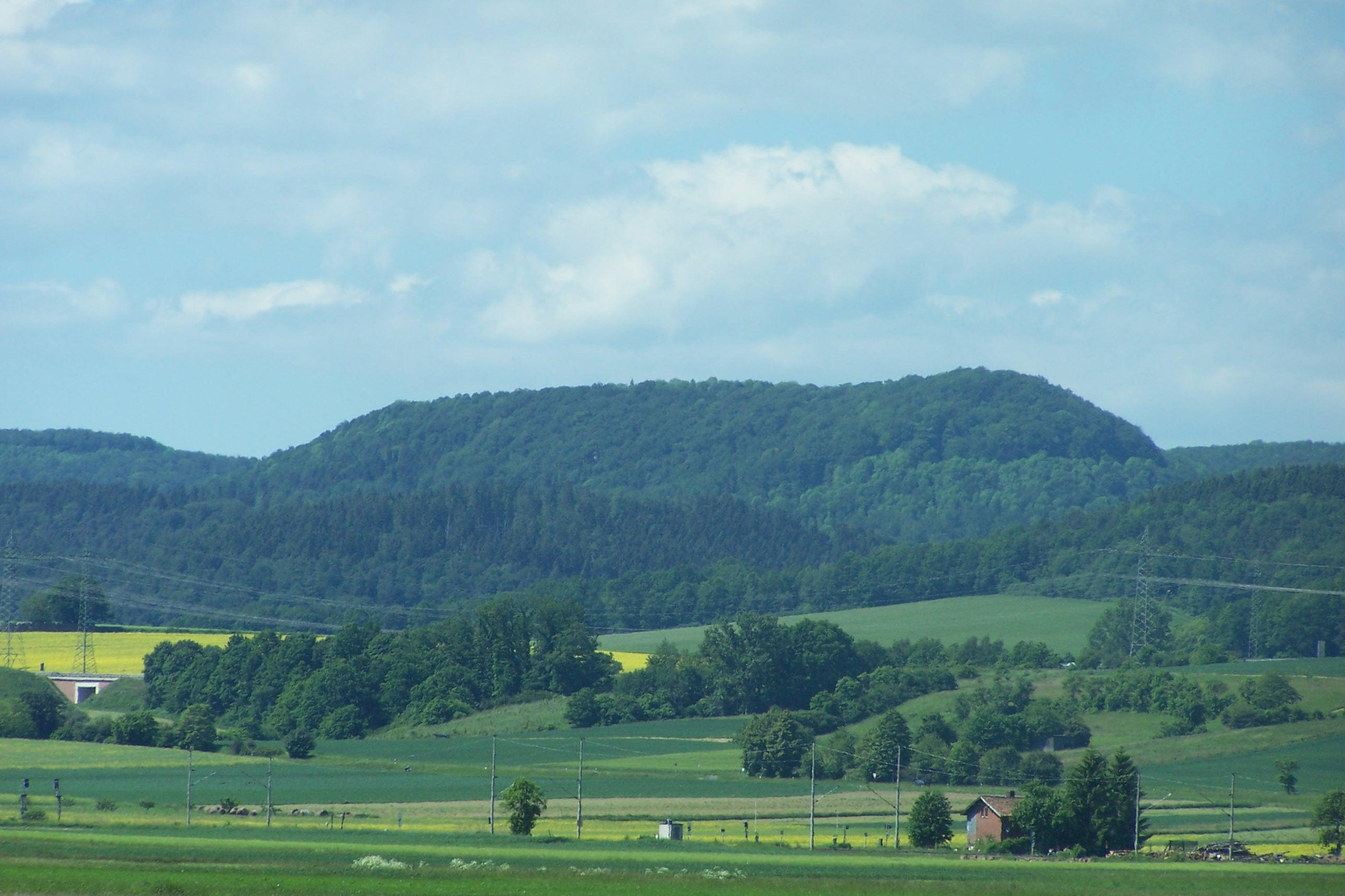
Der Schloßberg im Ringgau
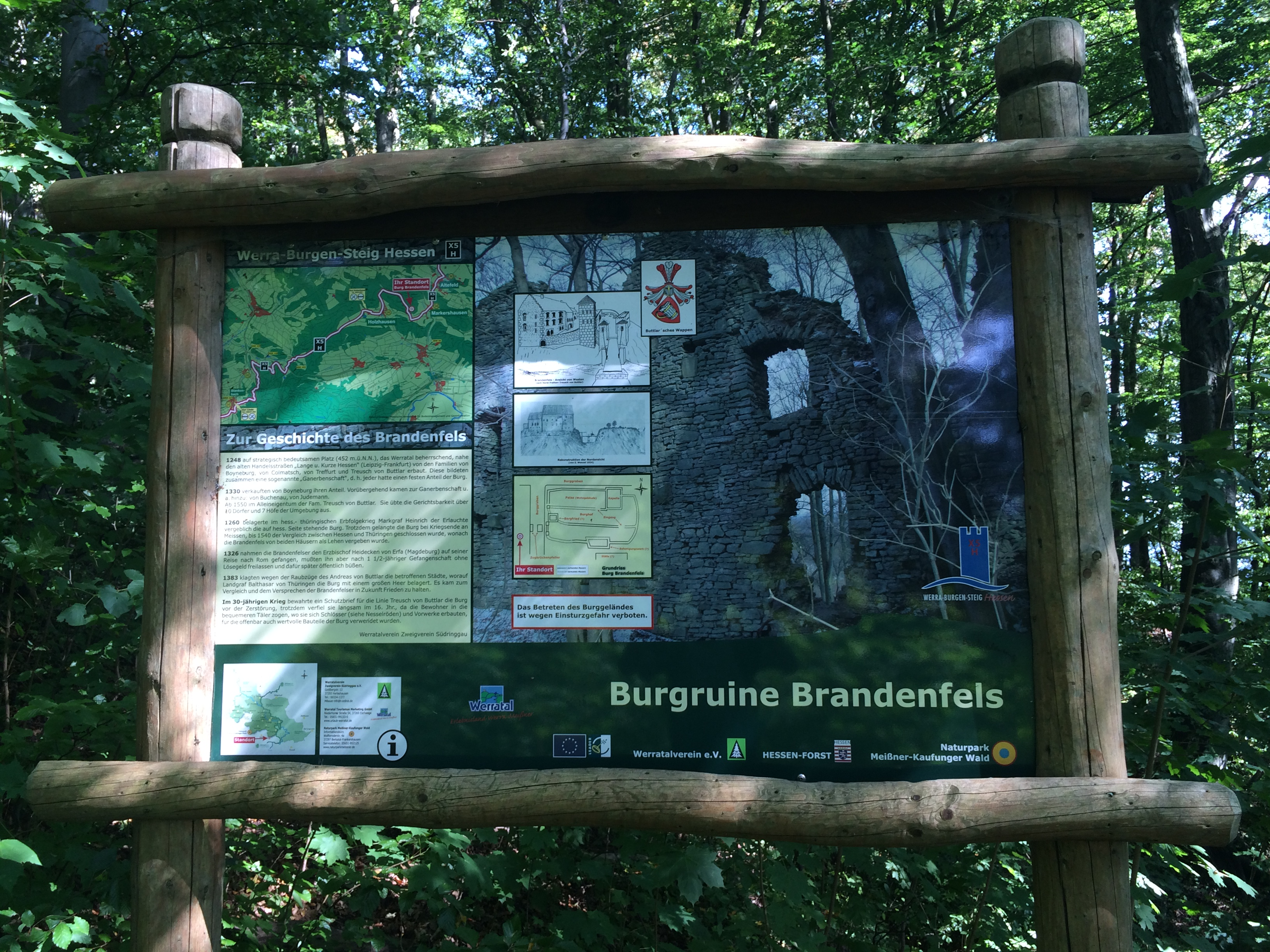
Informationstafel an der Ruine Brandenfels des X5H
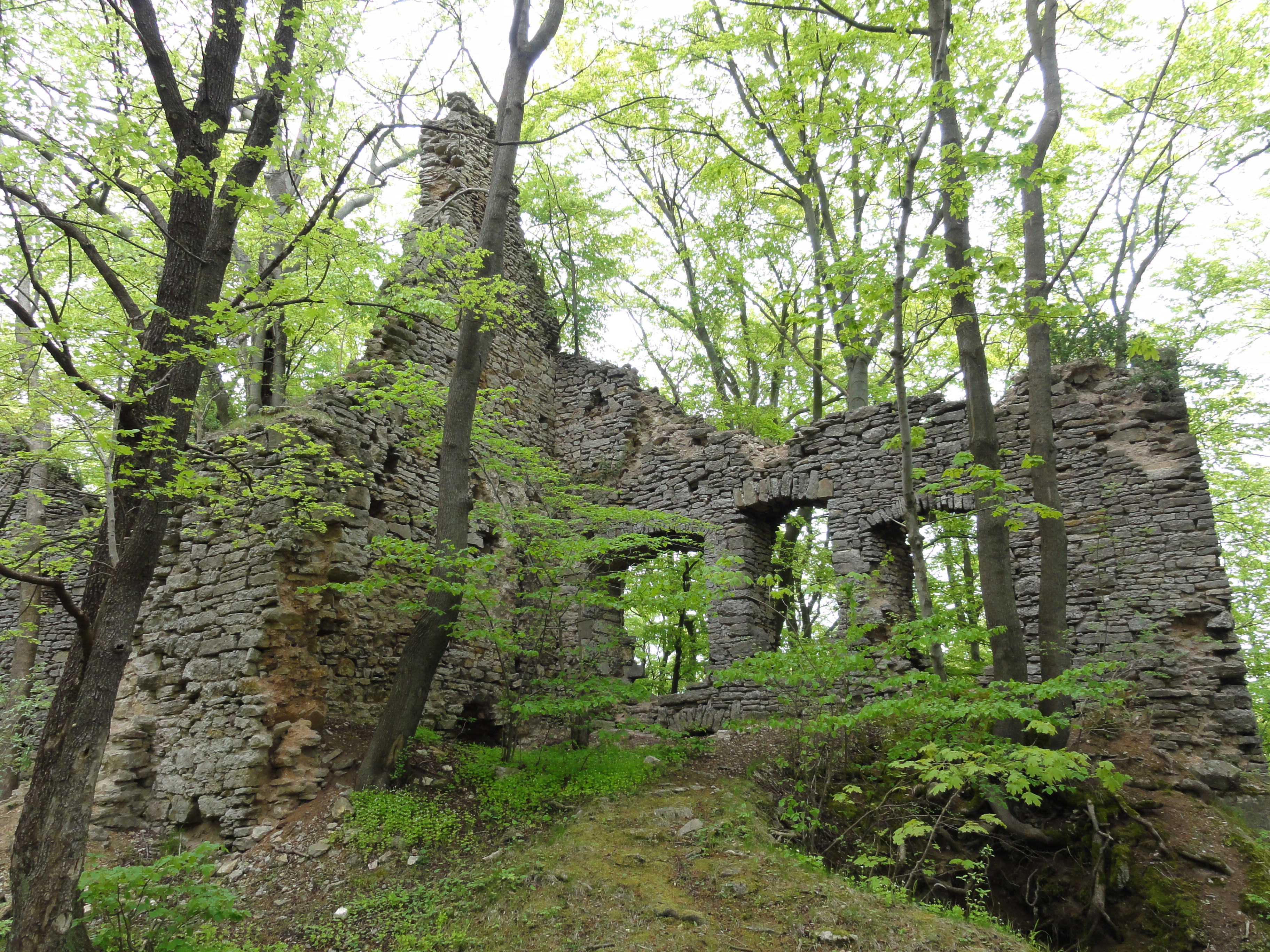
Zustand der Ruine 2010